# وایلم
وایلم (به انگلیسی: Wylam) یک روستا و محله مدنی در بریتانیا است که در نورث‌آمبرلند واقع شده‌است. وایلم ۱٬۹۲۴ نفر جمعیت دارد.